# Agli ordini del Führer e al servizio di Sua Maestà
Agli ordini del Führer e al servizio di Sua Maestà (Triple Cross) è un film del 1966 diretto da Terence Young.
In tedesco Spion zwischen 2 Fronten con il titolo alternativo Im Dienste der deutschen Armee, in inglese, l'originale è Triple Cross. In Francia con il titolo La Fantastique histoire vraie d’Eddie Chapman.
Pellicola anglo-francese prodotta da Jacques-Paul Bertrand, avente come protagonisti Christopher Plummer, Yul Brynner e Romy Schneider. Vagamente basato sulla vera vita di Eddie Chapman, creduto dai nazisti come la loro miglior spia infiltrata in Gran Bretagna, in realtà un agente doppiogiochista dell'MI5 col nome di Zigzag; il film trae ispirazione dal libro The Eddie Chapman Story di Frank Owen.

## Trama
Durante la seconda guerra mondiale, un ladro e scassinatore inglese offre i propri servizi come spia alla Germania nazista ma, nel frattempo, fa il doppio gioco e tenta d'informare l'Intelligence del servizio britannico.

## Produzione
Parte del film è stato girato al Fort de Cormeilles, nei pressi di Parigi, in cui l'anno successivo è stata girata anche una sequenza del film La notte dei generali.